# Geniostemon gypsophilum
Geniostemon gypsophilum là một loài thực vật có hoa trong họ Long đởm. Loài này được B.L.Turner mô tả khoa học đầu tiên năm 1994.